# Самойлов Давид Самійлович
Самойлов Давид Самійлович (рос. Самойлов Давид Самуилович, справжнє прізвище — Кауфман; 1 червня 1920 — 23 лютого 1990) — радянський російський поет і перекладач. Один з представників покоління поетів, який пішов зі студентської лави на фронт 2СВ.

## Життєпис
Народився 1 червня 1920 р. в Москві в єврейській родині. Його батьком був відомий лікар, головний венеролог Підмосков'я Самуїл Абрамович Кауфман (1892—1957), уродженець Борисова, під час війни — капітан медичної служби; його матір'ю була Сесілія Ізраїлівна Кауфман (1895—1986).
Помер 23 лютого 1990 р. 
Учасник Німецько-радянської війни. 
Автор тексту пісень до української кінокартини «Театр невідомого актора» (1976).